# Mille bolle blu
Mille bolle blu è un film del 1993 diretto da Leone Pompucci. La voce narrante del film è di Gigi Proietti.